# Tony Joe
Tony Joe är ett musikalbum av Tony Joe White som lanserades 1970 på skivbolaget Monument Records. Mestadelen av albumet spelades in på RCA Victor Studios i Nashville och det producerades av Billy Swan. Två singlar gavs ut från albumet, "High Sheriff of Calhoun Parrish" och "Save Your Sugar for Me". B-sidan till "High Sheriff...", "Groupie Girl" blev en mindre hit i Storbritannien och Nederländerna. "Save Your Sugar for Me" nådde plats 94 på Billboard Hot 100, och låg även en vecka på svenska Tio i topp.

## Låtlista
(låtar utan angiven upphovsman skrivna av Tony Joe White)
1. "Stud-Spider"
2. "High Sheriff of Calhoun Parrish"
3. "Widow Wimberly"
4. "Conjure Woman"
5. "Save Your Sugar for Me"
6. "Groupie Girl"
7. "Hard to Handle" (Otis Redding, Alvertis Isbell, Allen Jones)
8. "What Does It Take" (Vernon Bullock, Johnny Bristol, Harvey Fuqua)
9. "My Friend" (Donnie Fritts, Spooner Oldham)
10. "Stockholm Blues"
11. "Boom Boom" (John Lee Hooker)